# Wildhuser Schafberg
Wildhuser Schafberg – szczyt w Prealpach Szwajcarskich, części Alp Zachodnich. Leży w Szwajcarii w kantonie St. Gallen. Można go zdobyć ze schroniska Schafboden (1729 m), Gamplüt (1354 m) lub Gulmenhütte (1660 m).